# Östanbäck, Valbo
Östanbäck är en by i Valbo socken i Gävle kommun. Mellan 1995 och 2010 avgränsade SCB småorten Östanbäck och Lund för bebyggelsen i byn och området Lundakroen i  Lund.
Östanbäck ligger längs Mackmyravägen öster om den namnlösa bäcken som skiljer byn från Bäck.

## Angränsande byar
- Bäck